# Fagning
Fagning innebär att man på våren, strax efter det tjälen gått ut jorden, på ängar och inägor räfsar undan fjolårsgräs, och röjer undan löv, nedfallna kvistar och annat skräp.
Ordet faga (även fage) är en gammal gotländsk variation på det fornnordiska feja, som betyder att göra fint. Nu har ordet faga blivit känt i stora delar av Sverige.
Förr bedrevs fagning som ett gemensamt arbete för ett helt byalag. I dagens samhälle har fagning tagits upp av somliga hembygdsföreningar och naturvårdsföreningar och kan vara en folkfest för föreningarnas medlemmar och andra intresserade personer. Var och en tar med sig lämpliga redskap, och det hela avslutas med intagande av medförd matsäck i det gröna.